# Паволоцька трагедія
Паволоцька трагедія — масове вбивство жителів міста Паволоч (сучасна Житомирщина) 5 вересня 1941 року, коли євреї були вигнані військовими німецької Айнзацгрупи.

## Різанина
З початку Другої світової війни євреї міста Паволоч жили в страху від нацистських ескадронів смерті, що вбили чимало їх побратимів в окупованих Німеччиною країнах. Вони чули жахливі речі, що нацисти зробили з євреями, коли вони зіткнулися з ними. 5 вересня 1941 року в ході операції Барбаросса, їх побоювання виправдалися, коли загін Айнзатцгрупи увійшов до міста. Фашисти отримали наказ від СС-Бригадефюрера Отто Раша, щоб винищити євреїв.
Вони зігнали всіх 1500 євреїв, що жили у місті на єврейське кладовище, розташованоме за межами Паволочі. Нацисти змусили всіх євреїв копати братську могилу, і примусили їх стати на коліна поруч з могилою. Фашисти розстріляли всіх 1500 з них, і тіла впали до нововикопаної могили. Військові Айнзатцгрупи, після кровавої розправи, швидко закидали яму землею, щоб знищити будь-які докази про вбиство, і виїхали з міста.

## Меморіал
Після Другої Світової війни був створений Меморіал на кладовищі у пам'ять про тих, які були по-звірячому вбиті Айнзатцгрупою. Крім того, в старій синагозі, яка пережила недовгу фашистську окупацію, тепер розташовується музей. Там знаходяться списки тих, що були вбиті під час війни.